# 二氢吡喃 (消歧义)
在有机化学中，二氢吡喃是指分子式为C5H8O的两种杂环化合物：
- 3,4-二氢-2H-吡喃（或2,3-二氢-4H-吡喃）
- 3,6-二氢-2H-吡喃

## 命名
在IUPAC名称中，“二氢”是指从母体化合物吡喃中去除一个双键所需的两个添加的氢原子。前缀前面的数字表示添加的氢原子的位置（而不是双键的位置）。 斜体大写字母H表示“指示的氢”，它是存在于不存在双键的位置上的第二个氢原子。